# Ministério da Justiça (Japão)

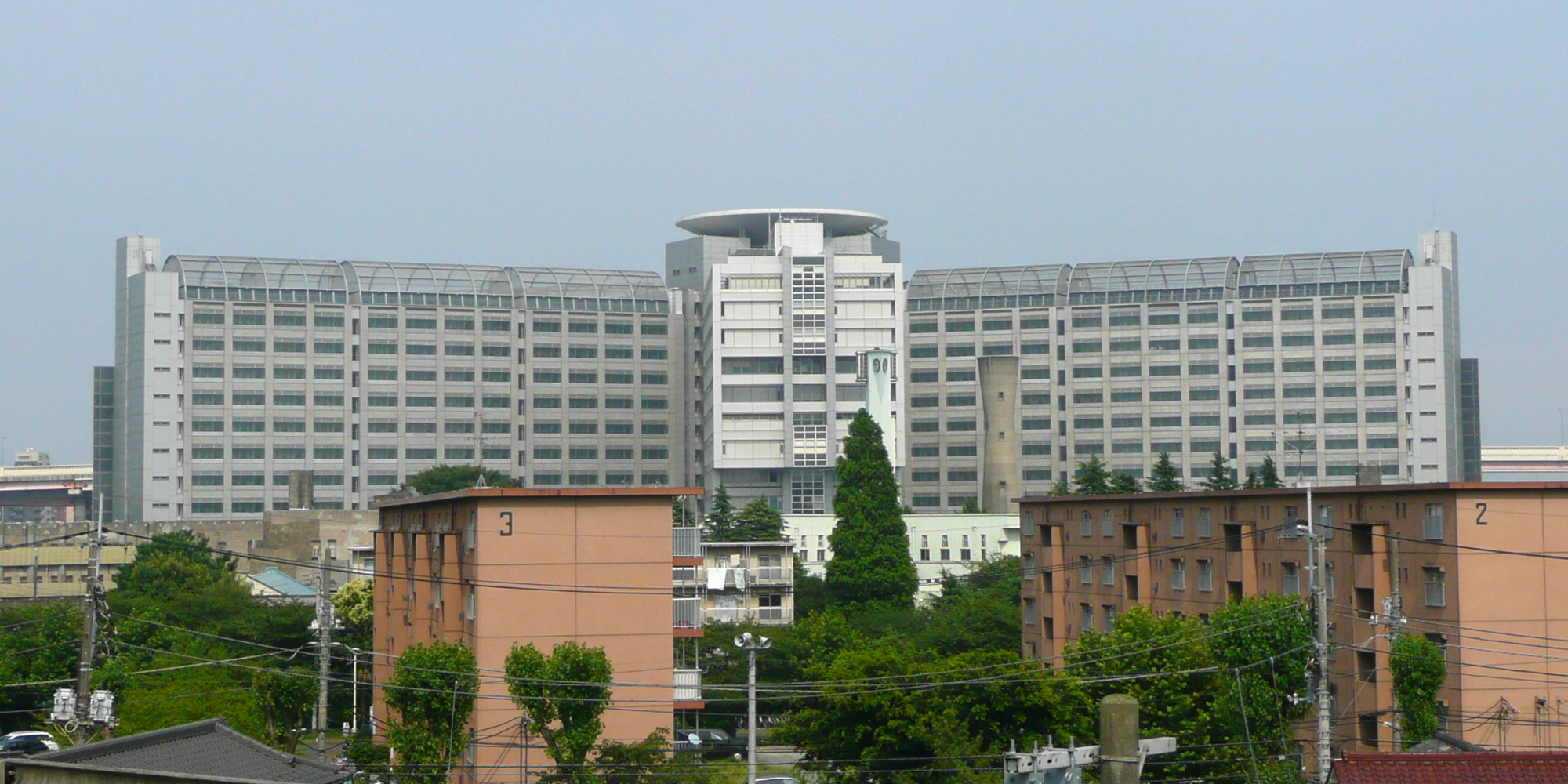
Centro de Detenção de Tóquio.

O Ministério da Justiça (法務省, Hōmu-shō) é um dos departamentos ministeriais do gabinete do governo do Japão. É responsável pelo sistema judicial, serviços correcionais, agregado familiar, propriedades e registos corporativos. Serve também como os representantes legais do governo.

## Constituição Meiji
Foi estabelecido sob a Constituição do Império do Japão em 1871 como Ministério da Justiça (司法省, Shihōshō).

## Constituição do Japão
O Ministério recebeu sua designação atual na Constituição do Japão do pós-guerra em 1952. Suas responsabilidades incluem a gestão do Poder Judicial e do sistema penal do Japão. Representa ainda o governo japonês no litígio e também é responsável pela manutenção dos registos governamentais de famílias, estrangeiros residentes, imóveis e corporações.
O Ministério tem jurisdição sobre a Comissão Nacional de Avaliação das Ordens dos Advogados, a Comissão de Avaliação de Segurança Pública e a Agência de Inteligência e Segurança Pública. Embora as procuradorias sejam administrativamente parte do Ministério da Justiça, são independentes da autoridade do ministro da Justiça.
No topo do Ministério está o ministro da Justiça, um membro do Gabinete, e ele ou ela é escolhido pelo Primeiro-Ministro, normalmente a partir dos membros da Dieta do Japão.